# Józef Kolesiński
Józef Kolesiński (ur. 1 grudnia 1934 w Wilnie) – polski śpiewak operowy, tenor.

## Nagrody
- 1979: Brązowa Iglica